# Säynätjärvi (sjö i Södra Savolax)
Säynätjärvi är en sjö i Finland. Den ligger i kommunen S:t Michel i landskapet Södra Savolax, i den södra delen av landet, 190 km nordost om huvudstaden Helsingfors. Säynätjärvi ligger 81,6 meter över havet. I omgivningarna runt Säynätjärvi växer i huvudsak blandskog. Arean är 4,82 kvadratkilometer och strandlinjen är 41,22 kilometer lång. Sjön  ingår i Vuoksens huvudavrinningsområde. 